# Masaki Kobayashi
Kobayashi Masaki (小林 正樹?; Otaru, 14 febbraio 1916 – Tokyo, 4 ottobre 1996) è stato un regista e sceneggiatore giapponese.
Contraddistinto dagli altri cineasti dell'epoca da uno stile estremamente ricercato, da un'epicità dell'immagine e un'eleganza registica uniche, è oggi considerato da alcuni, malgrado la scarsa notorietà in occidente rispetto a quella di altri registi orientali, uno dei più grandi registi giapponesi di tutti i tempi, insieme ad Akira Kurosawa, Yasujirō Ozu e Kenji Mizoguchi.
Nel corso della carriera ha saputo spaziare dal cinema di samurai, con Harakiri e L'ultimo samurai, a quello dell'orrore, con Kwaidan, fino al cinema sociale, con La condizione umana.

## Biografia
Nato ad Otaru, nell'Hokkaidō, da una famiglia originaria della regione del Chūgoku (l'attrice Kinuyo Tanaka era una sua cugina di secondo grado), Kobayashi comincia a muovere i primi passi nel mondo del cinema facendo da assistente al regista Keisuke Kinoshita, per poi esordire alla regia nel 1952 con il film Musuko no seishun. Nell'arco di più di trent'anni di carriera, ha confezionato opere di grande spessore come Harakiri, Kwaidan, L'ultimo samurai e l'imponente trilogia de La condizione umana.
È stato membro della giuria al Festival di Berlino nel 1969. Nel 1970, insieme a Kon Ichikawa, Akira Kurosawa e Keisuke Kinoshita, fonda la casa di produzione indipendente Yonki-no-Kai. L'unico film prodotto dalla società, Dodes'ka-den di Kurosawa, è un insuccesso commerciale che pone fine alle attività della compagnia.
È famoso per aver scoperto nel 1953 l'allora sconosciuto Tatsuya Nakadai; Nakadai a quel tempo lavorava come commesso in un negozio di Tokyo quando Kobayashi lo conobbe e lo fece esordire con il film Kabe atsuki heya. Insieme hanno poi girato altri dieci film.

## Filmografia

### Regista
- Musuko no seishun (1952)
- Kabe atsuki heya (1953)
- Magokoro (1953)
- Mittsu no ai (1954)
- Kono hiroi sora no dokoka ni (1954)
- Uruwashiki saigetsu (1955)
- Izumi (1956)
- Anata kaimasu (1956)
- Kuroi kawa (1957)
- La condizione umana (Ningen no jōken) (1959-1961) (trilogia)
- Karami ai (1962)
- Harakiri (Seppuku) (1962)
- Kwaidan (Kaidan) (1964)
- L'ultimo samurai (Jōi-uchi: Hairyō-tsuma shimatsu) (1967)
- Nihon no seishun (1968)
- Inochi bô ni furô (1971)
- Kaseki (1975)
- Moeru aki (1979)
- Tokyo saiban (1983)
- Shokutaku no nai ie (1985)

### Sceneggiatore
- Yabure-daiko, regia di Keisuke Kinoshita (1949)
- Mittsu no ai (1954)
- La condizione umana (Ningen no jōken) (1959-1961) (trilogia)
- Tokyo saiban (1983)
- Shokutaku no nai ie (1985)
- Dora-heita, regia di Kon Ichikawa (2000) (scritto nel 1969)

### Produttore
- La condizione umana (Ningen no jōken) (1959-1961) (trilogia, solo secondo e terzo film)
- Karami ai (1962)

## Premi e candidature
Festival di Cannes:
- Premio della giuria 1963: Harakiri
- Premio della giuria 1965: Kwaidan
- Candidatura per la Palma d'oro 1963: Harakiri
- Candidatura per la Palma d'oro 1965: Kwaidan
- Candidatura per la Palma d'oro 1969: Nihon no seishun

Festival di Venezia
- Premio Pasinetti 1960: La condizione umana
- Premio San Giorgio 1960: La condizione umana
- Premio FIPRESCI 1967: L'ultimo samurai

Festival di Berlino
- Premio FIPRESCI 1985: Tokyo saiban

Premio Oscar:
- Candidatura all'Oscar al miglior film straniero 1966: Kwaidan

Taormina film fest
- Premio della giuria 1971: Inochi bô ni furô

Mainichi Film Concours
- Miglior film 1962: La condizione umana
- Miglior regista 1962: La condizione umana
- Miglior film 1963: Harakiri
- Miglior film 1968: L'ultimo samurai
- Miglior film 1976: Kaseki
- Premio speciale 1997

Kinema Junpo Awards
- Miglior film 1968: L'ultimo samurai
- Miglior regista 1968: L'ultimo samurai

British Film Institute Awards
- Sutherland Trophy 1967: L'ultimo samurai

Blue Ribbon Awards
- Miglior film 1976: Kaseki
- Miglior film 1984: Tokyo saiban

Awards of the Japanese Academy
- Premio speciale 1997